# 松村和徳
松村和徳（まつむら かずのり、1959年11月 - ）は、日本の法学者。専門は民事訴訟法。民事手続法の中でも、民事執行法を専門とする。早稲田大学大学院法務研究科教授・研究科長。
長崎県下県郡美津島町（現・対馬市）出身。

## 経歴
- 1982年 国士舘大学法学部卒業
- 1990年 早稲田大学大学院法学研究科博士課程中退[3]。
- 1993年4月1日 山形大学人文学部助教授。
- 2002年4月1日 岡山大学法学部助教授[4]。
- 2005年4月1日 岡山大学大学院法務研究科教授。
- 2014年9月21日 早稲田大学法務教育研究センター教務主任 (～2018年9月20日)[5]。
- 2015年4月1日 早稲田大学法学学術院教授。
- 2016年4月1日 早稲田大学大学院法務研究科教授。
- 2018年9月21日 早稲田大学大学院法務研究科長。同法務教育研究センター所長。

## 著書
学生向けに、以下の教材を執筆した。
- 『倒産法概論』（法学書院、2014）
- 『民事執行・保全法概論』（弘文堂、第2版、2013）
- 『新民事訴訟法ノートI』（成文堂、1999）

## 論文
ドイツおよびその近隣諸国の法律・法律文献の紹介、民事執行法に関する判例の評釈、民事執行法の改正の解説、法曹教育に関する提案などを行っている。

## 脚註
1. 1 2  『有斐閣アルマ 民事手続法入門』 紹介欄
2. ↑  早稲田大学 大学院法務研究科 研究科長からのメッセージ 2018年10月23日閲覧
3. ↑  松村和徳『民事執行・保全法概論 [初版]』(成文堂)、紹介欄
4. ↑  https://nrid.nii.ac.jp/ja/nrid/1000020229529/
5. ↑  https://www.waseda.jp/folaw/gwls/news/2014/09/26/3117/